# Adrienne Barbeau
Adrienne Jo Barbeau (Sacramento, 11 giugno 1945) è un'attrice, doppiatrice e scrittrice statunitense.

## Biografia

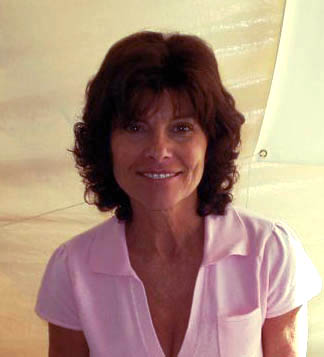
Adrienne Barbeau nel 2008

Adrienne Barbeau è nata e cresciuta a Sacramento, in California, da madre di origine armena, Armene Nalbandian, e padre di origine franco-canadese, irlandese e tedesca, Joseph Barbeau. Ha ottenuto una certa popolarità grazie alla serie televisiva Maude, in cui interpreta il personaggio di Carol Traynor in 125 episodi, tra il 1972 e il 1978, parte inizialmente interpretata dall'attrice Marcia Road, nell'episodio pilota della serie, Maude's Problem. Carol è la figlia della protagonista Maude Traynor, avuta da questa dal suo primo matrimonio e, come lei, anche Carol è divorziata e ha un figlio. La parte ha valso alla Barbeau una candidatura ai Golden Globe del 1977 come Miglior attrice non protagonista - Televisione.
A cavallo fra gli anni settanta e gli ottanta ha lavorato in molti film horror e di fantascienza, fra cui Fog, Creepshow e 1997: Fuga da New York. Come doppiatrice ha prestato la voce al personaggio di Catwoman dal 1992 nelle serie animate Batman, Batman - Cavaliere della notte e Gotham Girls. Nel 1999 appare in Star Trek: Deep Space Nine, terza serie live-action del franchise di fantascienza Star Trek, interpretando la parte della senatrice romulana Kimara Cretak nell'episodio della settima stagione, Inter Arma Enim Silent Leges. La parte le vale una candidatura al premio Online Film & Television Association del 1999 come Miglior attrice ospite in una serie in syndication.
Dal 2003 è entrata a far parte del cast della serie televisiva Carnivàle, trasmessa da HBO. Nel 2006 torna in teatro impersonando Judy Garland in The Property Known as Garland, scritto dal marito Billy Van Zandt. Lo stesso anno pubblica la propria biografia There Are Worse Things I Could Do. A partire dal 2008 inizia a pubblicare la trilogia horror Vampyres of Hollywood, di cui il primo romanzo, Vampyres of Hollywood, viene scritto assieme allo scrittore Michael Scott.

## Vita privata
Nel 1979 si è sposata col regista John Carpenter, con cui ha avuto il figlio John Cody e dal quale ha divorziato nel 1984. È stata sposata dal 1992 al 2018 con l'attore e sceneggiatore Billy Van Zandt.

## Filmografia parziale

### Attrice

#### Cinema
- Fog (The Fog), regia di John Carpenter (1980)
- 1997: Fuga da New York (Escape from New York), regia di John Carpenter (1981)
- La corsa più pazza d'America (The Cannonball Run), regia di Hal Needham (1981)
- Il mostro della palude (Swamp Thing), regia di Wes Craven (1982)
- La cassa (The Crate), episodio di Creepshow, regia di George A. Romero (1982)
- Terrore in sala (Terror in the Aisles), regia di Andrew J. Kuehn - documentario (1984)
- The Next One, regia di Nico Mastorakis (1984)
- A scuola con papà (Back to School), regia di Alan Metter (1986)
- Open House, regia di Jag Mundhra (1987)
- Cannibal Women in the Avocado Jungle of Death, regia di J.F. Lawton (1988)
- Fatti nella vita del signor Valdemar (The Facts in the Case of Mr. Valdemar), episodio di Due occhi diabolici (Two Evil Eyes), regia di George A. Romero (1990)
- Demolition Man, regia di Marco Brambilla (1993) - non accreditata
- Father Hood, regia di Darrell Roodt (1993)
- Dredd - La legge sono io (Judge Dredd), regia di Danny Cannon (1995)
- A Wake in Providence, regia di Rosario Roveto Jr. (1999)
- Across the Line, regia di Martin Spottl (2000)
- The Convent, regia di Mike Mendez (2000)
- Halloween - The Beginning (Halloween), regia di Rob Zombie (2007)
- Unholy, regia di Daryl Goldberg (2007)
- Reach for Me, regia di LeVar Burton (2008)
- Complacent (2012)
- Argo, regia di Ben Affleck (2012)
- Divine Access, regia di Steven Chester Prince (2015)
- Death House, regia di Harrison Smith (2017)
- Big Legend, regia di Justin Lee (2018)
- For the Love of Jessee (2018)
- Unearth, regia di John C. Lyons e Dorota Swies (2020)
- Hellblazers, regia di Justin Lee (2022)

#### Televisione
- Maude – serie TV, 93 episodi (1972-1978)
- Il grande Houdini (The Great Houdini), regia di Melville Shavelson – film TV (1976)
- Julie Farr, M.D. – serie TV (1976)
- La famiglia Bradford (Eight Is Enough) – serie TV, episodio 1x05 (1977)
- Red Alert – film TV (1977)
- Quincy (Quincy, M.E.) – serie TV, episodio 2x13 (1977)
- Have I Got a Christmas for You – film TV (1977)
- The Fighting Nightingales – film TV (1977)
- Love Boat (The Love Boat) – serie TV, 2 episodi (1978)
- Pericolo in agguato (Someone's Watching Me!), regia di John Carpenter – film TV (1978)
- S.O.S. Miami Airport (Crash), regia di Barry Shear – film TV (1978)
- Fantasilandia (Fantasy Island) – serie TV, episodi 1x02-3x10-6x13 (1978-1983)
- Sweepstakes – serie TV, un episodio (1979)
- The Darker Side of Terror – film TV (1979)
- Top of the Hill – film TV (1980)
- Valentine Magic on Love Island – film TV (1980)
- Tourist – film TV (1980)
- Charlie and the Great Balloon Chase – film TV (1981)
- Hotel – serie TV, episodi 1x14-4x10 (1984-1986)
- La signora in giallo (Murder, She Wrote) – serie TV, episodio 2x09-3x15 (1985-1987)
- Bridge Across Time, regia di E.W. Swackhamer – film TV (1985)
- Ai confini della realtà (The Twilight Zone) – serie TV, episodio 1x16 (1986)
- Segni particolari: genio (Head of the Class) – serie TV, episodio 3x17 (1989)
- CBS Schoolbreak Special – serie TV, un episodio (1990)
- Blood River - La vendetta corre sul fiume (Blood River), regia di Mel Damski – film TV (1991)
- Doublecrossed, regia di Roger Young – film TV (1991)
- Dream On – serie TV, episodio 3x07 (1992)
- The Burden of Proof – miniserie TV (1992)
- ABC Weekend Specials – serie TV, un episodio (1993)
- FBI: The Untold Stories – serie TV, un episodio (1993)
- Daddy Dearest – serie TV, un episodio (1993)
- Hawaii missione speciale (One West Waikiki) – serie TV, un episodio (1994)
- The George Carlin Show – serie TV, un episodio (1994)
- Babylon 5 – serie TV, episodio 2x06 (1994)
- Jailbreakers, regia di William Friedkin – film TV (1994)
- Le nuove avventure di Flipper (Flipper) – serie TV, episodi 1x15-1x18 (1996)
- The Wayans Bros. – serie TV, episodio 2x20 (1996)
- Weird Science – serie TV, un episodio (1997)
- I viaggiatori (Sliders) – serie TV, episodio 4x06 (1998)
- A Champion's Fight – film TV (1998)
- Un detective in corsia (Diagnosis: Murder) – serie TV, episodio 5x16 (1998)
- The Drew Carey Show – serie TV, 6 episodi (1998-2004)
- Love Boat - The Next Wave (Love Boat: The Next Wave) – serie TV, episodio 2x13 (1999)
- Star Trek: Deep Space Nine – serie TV, episodio 7x19 (1999)
- Nash Bridges – serie TV, episodio 6x13 (2001)
- Sabrina, vita da strega (Sabrina the Teenage Witch) – serie TV, episodio 6x05 (2001)
- The Chronicle – serie TV, episodio 1x14 (2002)
- The Santa Trap – film TV (2002)
- Carnivàle – serie TV, 24 episodi (2003-2005)
- Ring of Darkness - Il cerchio del diavolo (Ring of Darkness), regia di David DeCoteau – film TV (2004)
- Deceit – film TV (2006)
- Christmas Do-Over, regia di Catherine Cyran – film TV (2006)
- K-Ville – serie TV, un episodio (2007)
- Cold Case - Delitti irrisolti (Cold Case) – serie TV, episodio 6x11 (2008)
- War Wolves, regia di Michael Worth – film TV (2009)
- Dexter – serie TV, episodio 4x01 (2009)
- Grey's Anatomy – serie TV, episodio 6x03 (2009)
- La complicata vita di Christine (The New Adventures of Old Christine) – serie TV, episodio 5x12 (2010)
- The Dog Who Saved Christmas Vacation, regia di Michael Feifer – film TV (2010)
- General Hospital – serie TV, 66 episodi (2010-2011)
- CSI: NY – serie TV, episodio 7x14 (2011)
- Revenge – serie TV, episodi 2x08-4x23 (2012-2015)
- Sons of Anarchy – serie TV, episodio 6x07 (2013)
- Criminal Minds – serie TV, episodio 9x20 (2014)
- Swamp Thing – serie TV, episodio 1x08 (2019)
- Creepshow – serie TV, un episodio (2019)
- AJ and the Queen – serie TV, episodio 1x03 (2020)
- American Horror Stories – serie TV, episodio 1x03 (2021)
- Cowboy Bebop – serie TV, episodio 1x04 (2021)

### Doppiatrice

#### Cinema
- La cosa (The Thing), regia di John Carpenter (1982) - voce del computer
- Dredd - La legge sono io (Judge Dredd), regia di Danny Cannon (1995)
- Scooby-Doo e l'isola degli zombie (Scooby-Doo on Zombie Island), regia di Jim Stenstrum - direct-to-video (1998)
- Fly Me to the Moon - film di animazione, regia di Ben Stassen (2008) - voce
- Death House, regia di B. Harrison Smith (2017) - narratrice virtuale

#### Televisione
- Batman - serie animata, 8 episodi (1992-1995) - Selina Kyle/Catwoman
- Batman - Cavaliere della notte (The New Batman Adventures) - serie animata, episodi 1x05-2x03 (1997-1998) - Selina Kyle/Catwoman
- Catastrofici castori (The Angry Beavers) - serie animata, episodio 2x10 (1998) - Toluca Lake
- Batman of the Future - serie animata, episodio 3x05 (2000) - cantante
- Gotham Girls - serie animata, 20 episodi (2000-2002) - Selina Kyle/Catwoman/Detective Renee Montoya
- Totally Spies! - Che magnifiche spie! (Totally Spies!), serie TV, episodi 1x15-2x24 (2002) - Helga von Guggen
- Curious George: Go West, Go Wild, regia di Michael LaBash - film TV (2020) - Mamma di Ginny

#### Videogiochi
- Batman: Arkham Asylum (2009) - Gretchen Whistler/Voce di Arkham
- Marvel: La Grande Alleanza (Marvel: Ultimate Alliance, 2006) - Sif
- God of War III (2010) - Hera
- Fallout 76 (2018) - Sorvegliante

## Teatro (parziale)
- Fiddler on the Roof (1964-1972)
- Grease (1972-1980)
- The Property Known as Garland (2006)

## Discografia
Album in studio
- 1997 – Adrienne Barbeau

Singoli
- There Are Worse Things I Could Do

Audiolibri
- 1990 – Angel Eyes

## Libri (parziale)

### Saggistica
- (EN) There Are Worse Things I Could Do, Boston, Da Capo Press, 2006, ISBN 0786716371.

### Letteratura
- Serie Vampyres of Hollywood
  - (EN) Adrienne Barbeau e Michael Scott, Vampyres of Hollywood, collana Vampyres of Hollywood, n. 1, New York, Thomas Dunne Books, 2008, ISBN 0312367228.
  - (EN) Adrienne Barbeau, Love Bites, collana Vampyres of Hollywood, n. 2, New York, Thomas Dunne Books, 2010, ISBN 0312367287.
  - (EN) Adrienne Barbeau, Make Me Dead. A Vampyres of Hollywood Mystery, collana Vampyres of Hollywood, n. 3, New Orleans, booksBnimble, 2015.

## Riconoscimenti
- Golden Globe
  - 1977 – Candidatura alla miglior attrice non protagonista in una serie per Maude
- Chicago Horror Film Festival
  - 2010 – Miglior attrice per Alice Jacobs Is Dead
- Fangoria Chainsaw Awards
  - 1991 – Candidatura alla miglior attrice non protagonista per Due occhi diabolici
  - 2002 – Candidatura alla miglior attrice non protagonista per The Convent
- Online Film & Television Association
  - 1999 – Candidatura alla miglior attrice ospite in una serie in syndication per Star Trek: Deep Space Nine
- Satellite Award
  - 2004 – Candidatura alla miglior attrice non protagonista in una serie drammatica per Carnivàle

## Doppiatrici italiane
Nelle versioni in italiano delle opere in cui ha recitato, Adrienne Barbeau è stata doppiata da:
- Daniela Nobili in Creepshow, Carnivàle
- Fiorella Betti in Fog
- Melina Martello in La corsa più pazza d'America
- Marzia Ubaldi in 1997: Fuga da New York
- Maria Pia Di Meo in Due occhi diabolici
- Cinzia De Carolis ne La signora in giallo
- Angiola Baggi in Cowboy Bebop
- Caterina Rochira in CSI: NY
- Paila Pavese in Grey's Anatomy
- Anna Rita Pasanisi in Shelter

Da doppiatrice è stata sostituita da:
- Marina Thovez in Batman, Batman - Cavaliere della notte
- Caterina Rochira in Scooby-Doo e l'isola degli zombie
- Stefania Patruno in God of War III